# Treppenhaus (Pachten)

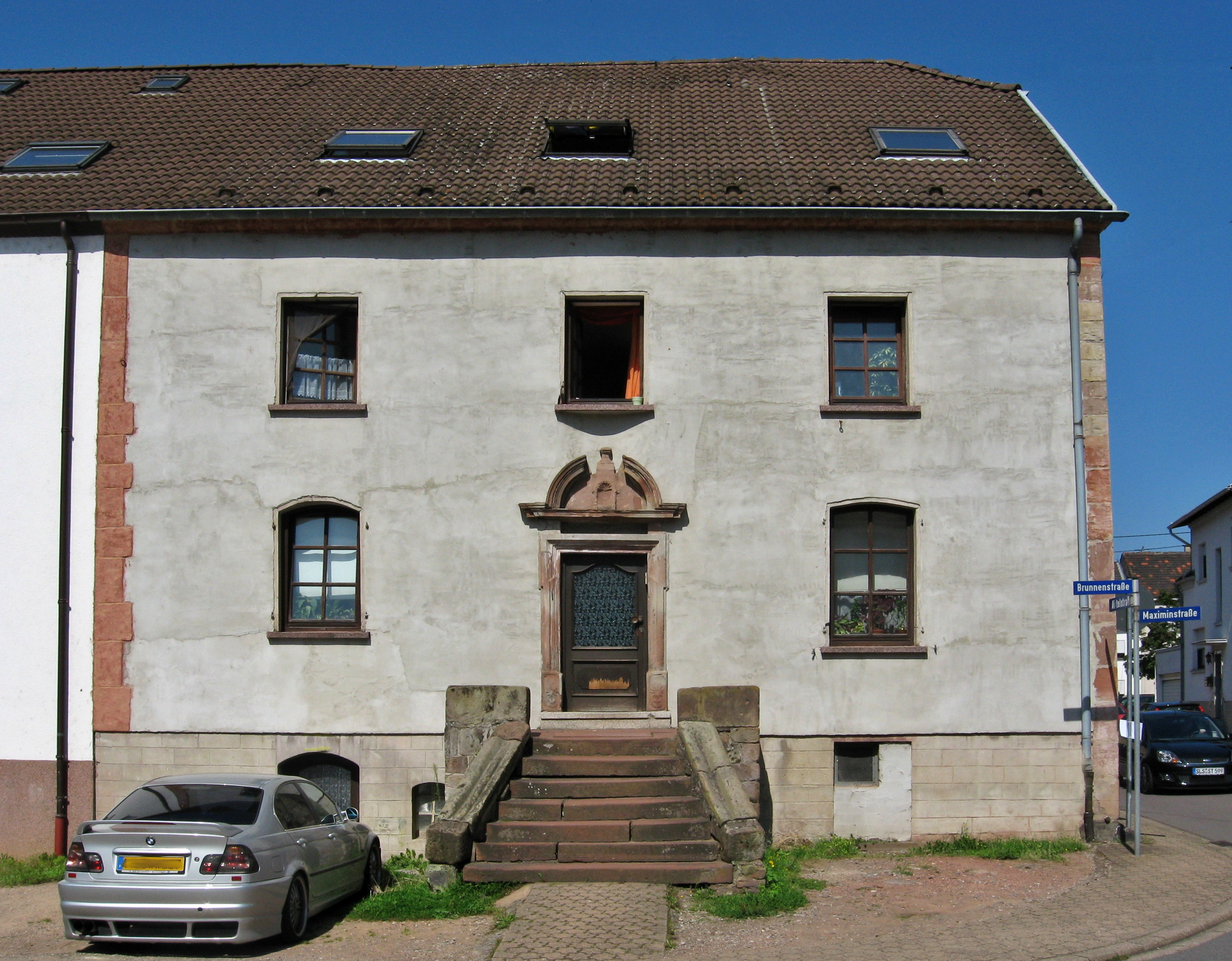
Treppenhaus im Jahr 2008

Das denkmalgeschützte Treppenhaus von 1734 steht in der Brunnenstraße 1 in Pachten, einem Stadtteil von Dillingen.

## Ausstattung
Das Gebäude bestand ursprünglich aus einem Wohnteil und einem als Scheune dienenden Wirtschaftsteil. Der im Zweiten Weltkrieg stark beschädigte Wirtschaftsteil war über Jahrzehnte ungenutzt. Heute steht an seiner Stelle ein neu errichtetes Haus. Die gewölbten Kellerdecken ragen so weit aus dem Boden, dass recht hohe Freitreppen auf Vorder- und Rückseite zu den entsprechenden Eingängen führen. Diese Treppen gaben dem Haus seinen Namen. Die Form der Kellerdecken deutet auf einen älteren Vorgängerbau, die einfacher gestalteten oberen Fenster auf eine spätere Aufstockung.
Das reich gestaltete Portal mit Heiligennische trug die Jahreszahl 1734. Andere sandsteinerne Verzierungen gingen verloren. Ein Räucherkamin ist in die Giebelseite integriert. Ein flaches Kreuzgewölbe ziert den Treppenflur. Ein ungewöhnlicher runder aus Sandsteinen gemauerter Brunnenschacht führte vom Keller durch das Tonnengewölbe bis in das erste Stockwerk.
Die Steinpfeiler des Hoftors waren mit dreieckigen Giebelaufsätzen versehen. Diese waren mit Ornamenten und einen Ochsenkopf verziert.

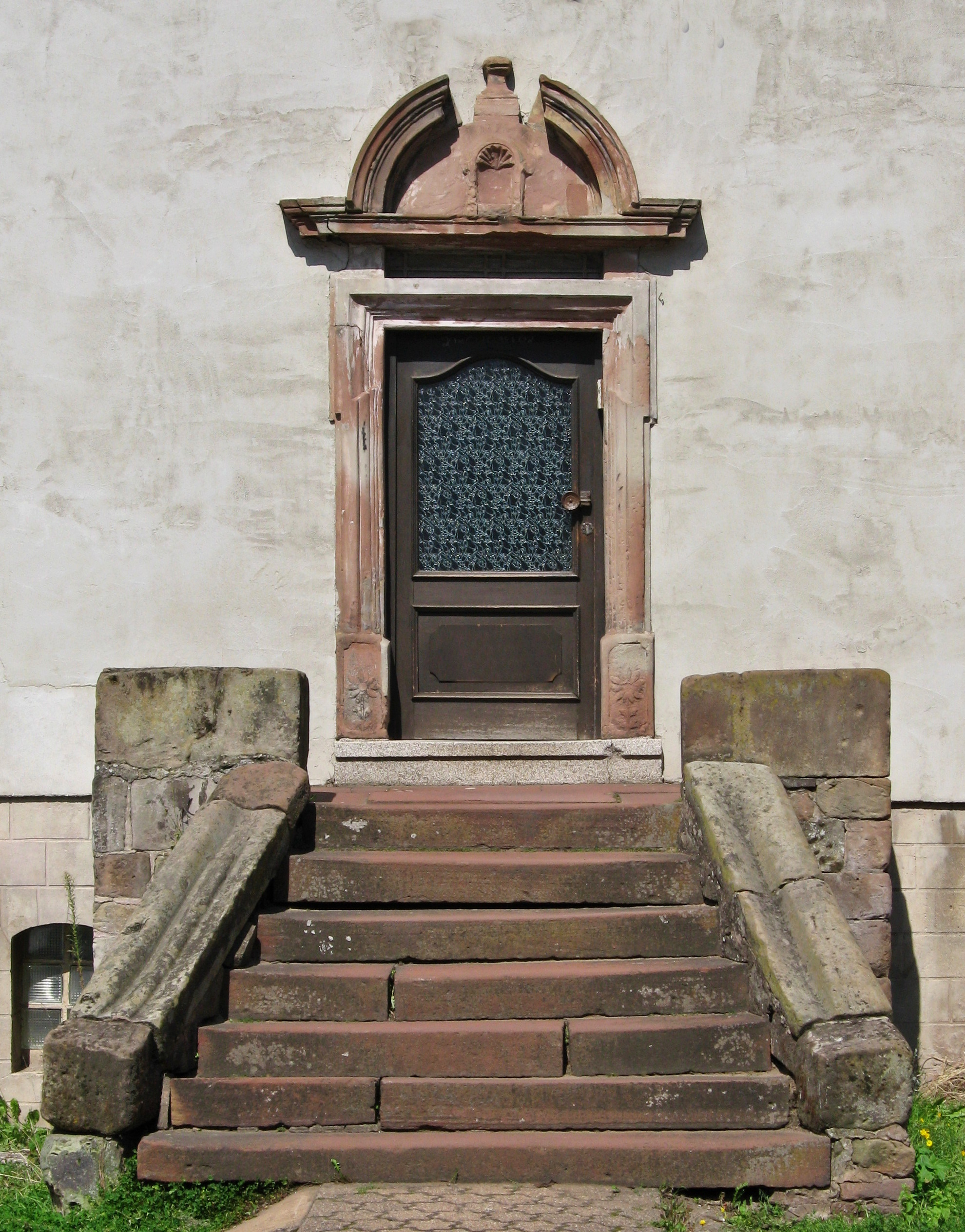
Vordertreppe zum Portal mit Heiligennische

## Ursprüngliche Verwendung
Überlieferungen und der vor dem Hintergrund des bescheidenen ländlichen Umfelds aufwändige Wohntrakt deuten auf die Verwendung als Zehntscheuer der Komturei Beckingen. Weitere Merkmale, wie die Vergitterung an der Rückseite, sprechen für eine weitere Verwendung als Gerichtsgebäude und Gefängnis.

## Französische Revolution
Nach der Flucht des letzten Komturs der Deutschorden-Kommende in Beckingen wurde das Haus von der französischen Militärverwaltung versteigert. Der Auflösung des Ordens erfolgte entsprechend dem napoleonischen Dekret vom 24. April 1809.

## Heutiger Zustand
Die Unterschutzstellung konnte den weiteren Verfall nach dem Krieg verhindern. Pläne zur Nutzung dieses Hauses oder des Alten Schlosses als Museum zur Unterbringung der vielen Funde aus dem römischen Contiomagus konnten nicht umgesetzt werden. Unweit des Treppenhauses wurde dieses Museum 1990 in der Fischerstraße eingerichtet.